# Olympische Sommerspiele 1988/Teilnehmer (Frankreich)
| Gelbes Symbol für Goldmedaillen mit stilisierten Olympischen Ringen | Graues Symbol für Silbermedaillen mit stilisierten Olympischen Ringen | Braundes Symbol für Bronzemedaillen mit stilisierten Olympischen Ringen |
| ------------------------------------------------------------------- | --------------------------------------------------------------------- | ----------------------------------------------------------------------- |
| 6                                                                   | 4                                                                     | 6                                                                       |

Frankreich nahm an den Olympischen Sommerspielen 1988 in Seoul mit einer Delegation von 266 Athleten (192 Männer und 74 Frauen) an 167 Wettbewerben in 23 Sportarten teil. Fahnenträger bei der Eröffnungsfeier war der Fechter Philippe Riboud.

## Medaillengewinner

### Gold
| Name                                                                               | Sportart | Wettkampf                 |
| ---------------------------------------------------------------------------------- | -------- | ------------------------- |
| Frédéric Delpla, Jean-Michel Henry, Olivier Lenglet, Philippe Riboud & Éric Srecki | Fechten  | Männer, Degen, Mannschaft |
| Jean-François Lamour                                                               | Fechten  | Männer, Säbel, Einzel     |
| Marc Alexandre                                                                     | Judo     | Männer, Leichtgewicht     |
| Pierre Durand                                                                      | Reiten   | Springen, Einzel          |
| Nicolas Hénard & Jean-Yves Le Déroff                                               | Segeln   | Männer, Tornado           |
| Thierry Peponnet & Luc Pillot                                                      | Segeln   | Männer, 470er             |

### Silber
| Name               | Sportart | Wettkampf             |
| ------------------ | -------- | --------------------- |
| Laurent Boudouani  | Boxen    | Männer, Weltergewicht |
| Philippe Riboud    | Fechten  | Männer, Degen, Einzel |
| Margit Otto-Crépin | Reiten   | Dressur, Einzel       |
| Nicolas Berthelot  | Schießen | Männer, Luftgewehr    |

### Bronze
| Name                                                                 | Sportart       | Wettkampf                          |
| -------------------------------------------------------------------- | -------------- | ---------------------------------- |
| Bruno Carabetta                                                      | Judo           | Männer, Halbleichtgewicht          |
| Bruno Marie-Rose, Max Morinière, Gilles Quénéhervé & Daniel Sangouma | Leichtathletik | Männer, 4 × 100 Meter              |
| Joël Bettin & Philippe Renaud                                        | Kanu           | Männer, Canadier-Zweier, 500 Meter |
| Hubert Bourdy, Frédéric Cottier, Pierre Durand & Michel Robert       | Reiten         | Springen, Mannschaft               |
| Stéphan Caron                                                        | Schwimmen      | Männer, 100 Meter Freistil         |
| Catherine Plewinski                                                  | Schwimmen      | Frauen, 100 Meter Freistil         |

## Teilnehmer nach Sportarten

### Bogenschießen
- Marie-Josée Bazin
Frauen, Einzel: 47. Platz
Frauen, Mannschaft: 8. Platz

- Claude Franclet
Männer, Einzel: 64. Platz
Männer, Mannschaft: 10. Platz

- Olivier Heck
Männer, Einzel: 19. Platz
Männer, Mannschaft: 10. Platz

- Nathalie Hibon
Frauen, Einzel: 28. Platz
Frauen, Mannschaft: 8. Platz

- Catherine Pellen
Frauen, Einzel: 14. Platz
Frauen, Mannschaft: 8. Platz

- Thierry Venant
Männer, Einzel: 37. Platz
Männer, Mannschaft: 10. Platz

### Boxen
- Jean-Marc Augustin
Männer, Bantamgewicht: 1. Runde

- Laurent Boudouani
Männer, Weltergewicht: Silber

- Philippe Desavoye
Männer, Fliegengewicht: Achtelfinale

- Ludovic Proto
Männer, Halbweltergewicht: Achtelfinale

### Fechten
- Laurent Bel
Männer, Florett, Einzel: 13. Platz
Männer, Florett, Mannschaft: 6. Platz

- Frédéric Delpla
Männer, Degen, Mannschaft: Gold

- Philippe Delrieu
Männer, Säbel, Mannschaft: 4. Platz

- Franck Ducheix
Männer, Säbel, Einzel: 4. Platz
Männer, Säbel, Mannschaft: 4. Platz

- Patrick Groc
Männer, Florett, Einzel: 40. Platz
Männer, Florett, Mannschaft: 6. Platz

- Pierre Guichot
Männer, Säbel, Einzel: 11. Platz
Männer, Säbel, Mannschaft: 4. Platz

- Jean-Michel Henry
Männer, Degen, Einzel: 18. Platz
Männer, Degen, Mannschaft: Gold

- Youssef Hocine
Männer, Florett, Mannschaft: 6. Platz

- Jean-François Lamour
Männer, Säbel, Einzel: Gold 
Männer, Säbel, Mannschaft: 4. Platz

- Brigitte Latrille-Gaudin
Frauen, Florett, Einzel: 26. Platz
Frauen, Florett, Mannschaft: 7. Platz

- Olivier Lenglet
Männer, Degen, Mannschaft: Gold

- Patrice Lhôtellier
Männer, Florett, Mannschaft: 6. Platz

- Gisèle Meygret
Frauen, Florett, Mannschaft: 7. Platz

- Laurence Modaine-Cessac
Frauen, Florett, Einzel: 33. Platz
Frauen, Florett, Mannschaft: 7. Platz

- Philippe Omnès
Männer, Florett, Einzel: 9. Platz
Männer, Florett, Mannschaft: 6. Platz

- Nathalie Pallet
Frauen, Florett, Mannschaft: 7. Platz

- Philippe Riboud
Männer, Degen, Einzel: Silber 
Männer, Degen, Mannschaft: Gold

- Isabelle Spennato
Frauen, Florett, Einzel: 22. Platz
Frauen, Florett, Mannschaft: 7. Platz

- Éric Srecki
Männer, Degen, Einzel: 17. Platz
Männer, Degen, Mannschaft: Gold

### Gewichtheben
- Pascal Arnou
Männer, Bantamgewicht: 9. Platz

- Laurent Fombertasse
Männer, Bantamgewicht: 16. Platz

- Lionel Gondran
Männer, Federgewicht: DNF

- Francis Tournefier
Männer, I. Schwergewicht: 5. Platz

### Judo
- Marc Alexandre
Männer, Leichtgewicht: Gold

- Fabien Canu
Männer, Mittelgewicht: 5. Platz

- Bruno Carabetta
Männer, Halbleichtgewicht: Bronze

- Patrick Roux
Männer, Superleichtgewicht: 5. Platz

- Pascal Tayot
Männer, Halbmittelgewicht: 5. Platz

- Stéphane Traineau
Männer, Halbschwergewicht: 10. Platz

- Roger Vachon
Männer, Schwergewicht: 19. Platz

### Kanu
- Philippe Boccara
Männer, Kajak-Einer, 1000 Meter: Halbfinale

- Bernard Brégeon & Olivier Lasak
Männer, Kajak-Zweier, 500 Meter: Halbfinale

- Philippe Boccara & Pascal Boucherit
Männer, Kajak-Zweier, 1000 Meter: Halbfinale

- Daniel Legras, Pierre Lubac, Christophe Petibout, Didier Vavasseur
Männer, Kajak-Vierer, 1000 Meter: 9. Platz

- Sylvie Cuvilly, Béatrice Knopf-Basson, Claudine LeRoux & Virginie Vandamme
Frauen, Kajak-Vierer, 500 Meter: Halbfinale

- Joël Bettin & Philippe Renaud
Männer, Canadier-Zweier, 500 Meter: Bronze

- Didier Hoyer & Pascal Sylvoz
Männer, Canadier-Zweier, 1000 Meter: 8. Platz

### Leichtathletik
- Paul Arpin
Männer, 5000 Meter: 14. Platz
Männer, 10.000 Meter: 7. Platz

- Nadine Auzeil
Frauen, Speerwurf: kein gültiger Versuch in der Qualifikation

- Chantal Beaugeant
Frauen, 400 Meter Hürden: Halbfinale
Frauen, Siebenkampf: DNF

- Madely Beaugendre
Frauen, Hochsprung: 20. Platz in der Qualifikation

- Charlus Bertimon
Männer, Speerwurf: 30. Platz in der Qualifikation

- Laurence Bily
Männer, 100 Meter: Viertelfinale
Männer, 4 × 100 Meter: 4. Platz

- Alain Blondel
Männer, Zehnkampf: 6. Platz

- Françoise Bonnet
Frauen, Marathon: 14. Platz

- Norbert Brige
Männer, Weitsprung: 7. Platz

- Stéphane Caristan
Männer, 110 Meter Hürden: Halbfinale

- Marie-Christine Cazier-Ballo
Frauen, 200 Meter: Viertelfinale
Frauen, 4 × 100 Meter: Vorläufe

- Florence Colle
Frauen, 100 Meter Hürden: 5. Platz

- Philippe Collet
Männer, Stabhochsprung: 5. Platz

- Jean-Claude Corre
Männer, 20 Kilometer Gehen: 20. Platz

- Nadine Debois
Frauen, 4 × 400 Meter: 7. Platz

- Marie-Pierre Duros
Frauen, 3000 Meter: Vorläufe

- Évelyne Élien
Frauen, 400 Meter: Viertelfinale
Frauen, 4 × 400 Meter: 7. Platz

- Philippe d’Encausse
Männer, Stabhochsprung: 8. Platz

- Maryse Éwanjé-Épée
Frauen, Hochsprung: 10. Platz

- Monique Éwanjé-Épée
Frauen, 100 Meter Hürden: 7. Platz

- Martial Fesselier
Männer, 20 Kilometer Gehen: 16. Platz

- Fabienne Ficher
Frauen, 400 Meter: Viertelfinale
Frauen, 4 × 400 Meter: 7. Platz

- Remi Geoffroy
Männer, 1500 Meter: Halbfinale

- Patricia Girard-Léno
Frauen, 100 Meter: Vorläufe
Frauen, 4 × 100 Meter: 7. Platz

- Alex Gonzalez
Männer, Marathon: 37. Platz

- Patrick Journoud
Männer, Diskuswurf: 18. Platz in der Qualifikation

- Stéphane Laporte
Männer, Speerwurf: 32. Platz in der Qualifikation

- Thierry Lauret
Männer, 100 Meter: Viertelfinale

- Cyrille Laventure
Männer, 5000 Meter: Halbfinale

- Alain Lazare
Männer, Marathon: DNF

- Pascal Lefèvre
Männer, Speerwurf: 23. Platz in der Qualifikation

- Alain Lemercier
Männer, 50 Kilometer Gehen: 16. Platz

- Françoise Leroux
Frauen, 100 Meter: Viertelfinale
Frauen, 4 × 100 Meter: 7. Platz

- Muriel Leroy
Frauen, 200 Meter: Viertelfinale
Frauen, 4 × 100 Meter: 7. Platz

- Bruno Le Stum
Männer, 3000 Meter Hindernis: Halbfinale

- Bruno Marie-Rose
Männer, 200 Meter: 8. Platz
Männer, 4 × 100 Meter: Bronze

- Max Morinière
Männer, 100 Meter: Viertelfinale
Männer, 4 × 100 Meter: Bronze

- Jean-Marie Neff
Männer, 50 Kilometer Gehen: disqualifiziert

- Eric Neisse
Männer, 50 Kilometer Gehen: disqualifiziert

- Raymond Pannier
Männer, 3000 Meter Hindernis: 12. Platz

- Marie-José Pérec
Frauen, 200 Meter: Viertelfinale

- Anne Piquereau
Frauen, 100 Meter Hürden: Viertelfinale

- Christian Plaziat
Männer, Zehnkampf: 5. Platz

- Jean-Louis Prianon
Männer, 10.000 Meter: 4. Platz

- Gilles Quénéhervé
Männer, 200 Meter: 6. Platz
Männer, 4 × 100 Meter: Bronze

- Maria Rebelo
Frauen, Marathon: 18. Platz

- Daniel Sangouma
Männer, 200 Meter: Viertelfinale
Männer, 4 × 100 Meter: Bronze

- Annette Sergent-Palluy
Frauen, 3000 Meter: 12. Platz
Frauen, 10.000 Meter: 19. Platz

- Nathalie Simon
Frauen, 400 Meter: Vorläufe
Frauen, 4 × 400 Meter: 7. Platz

- Pascal Thiébaut
Männer, 5000 Meter: 11. Platz

- Philippe Tourret
Männer, 110 Meter Hürden: Halbfinale

- Thierry Toutain
Männer, 20 Kilometer Gehen: 18. Platz

- Jean-Charles Trouabal
Männer, 100 Meter: Viertelfinale

- Thierry Vigneron
Männer, Stabhochsprung: 5. Platz

- Jocelyne Villeton
Frauen, Marathon: 19. Platz

### Moderner Fünfkampf
- Joël Bouzou
Männer, Einzel: 8. Platz
Männer, Mannschaft: 4. Platz

- Bruno Génard
Männer, Einzel: 37. Platz
Männer, Mannschaft: 4. Platz

- Christophe Ruer
Männer, Einzel: 5. Platz
Männer, Mannschaft: 4. Platz

### Radsport
- Laurent Bezault
Männer, Straßenrennen: 91. Platz
Männer, 100 Kilometer Mannschaftszeitfahren: 4. Platz

- Claude Carlin
Männer, Straßenrennen: 70. Platz

- Fabrice Colas
Männer, Sprint: 4. Runde

- Hervé Dagorné
Männer, 4000 Meter Mannschaftsverfolgung: 4. Platz

- Isabelle Gautheron
Frauen, Sprint: 4. Platz

- Eric Heulot
Männer, 100 Kilometer Mannschaftszeitfahren: 4. Platz

- Jean-François Laffillé
Männer, Straßenrennen: 24. Platz

- Pascal Lance
Männer, 100 Kilometer Mannschaftszeitfahren: 4. Platz

- Thierry Laurent
Männer, 100 Kilometer Mannschaftszeitfahren: 4. Platz

- Pascal Lino
Männer, 4000 Meter Mannschaftsverfolgung: 4. Platz
Männer, Punktefahren: 7. Platz

- Jeannie Longo-Ciprelli
Frauen, Straßenrennen: 21. Platz

- Frédéric Magné
Männer, 1000 Meter Zeitfahren: 8. Platz

- Catherine Marsal
Frauen, Straßenrennen: 10. Platz

- Cécile Odin
Frauen, Straßenrennen: 28. Platz

- Didier Pasgrimaud
Männer, 4000 Meter Mannschaftsverfolgung: 4. Platz

- Pascal Potié
Männer, 4000 Meter Mannschaftsverfolgung: 4. Platz

### Reiten
- Vincent Berthet
Vielseitigkeitsreiten, Einzel: 27. Platz
Vielseitigkeitsreiten, Mannschaft: 6. Platz

- Hubert Bourdy
Springen, Einzel: 8. Platz in der Qualifikation
Springen, Mannschaft: Bronze

- Frédéric Cottier
Springen, Einzel: DNF
Springen, Mannschaft: Bronze

- Pierre Durand, Jr.
Springen, Einzel: Gold 
Springen, Mannschaft: Bronze

- Marie-Christine Duroy
Vielseitigkeitsreiten, Einzel: 30. Platz
Vielseitigkeitsreiten, Mannschaft: 6. Platz

- Dominique d'Esmé
Dressur, Einzel: 41. Platz
Dressur, Mannschaft: 8. Platz

- Philippe Limousin
Dressur, Einzel: 41. Platz
Dressur, Mannschaft: 8. Platz

- Pascal Morvillers
Vielseitigkeitsreiten, Einzel: 29. Platz
Vielseitigkeitsreiten, Mannschaft: 6. Platz

- Margit Otto-Crépin
Dressur, Einzel: Silber 
Dressur, Mannschaft: 8. Platz

- Michel Robert
Springen, Einzel: 16. Platz
Springen, Mannschaft: Bronze

- Jean Teulère
Vielseitigkeitsreiten, Einzel: 7. Platz
Vielseitigkeitsreiten, Mannschaft: 6. Platz

### Rhythmische Sportgymnastik
- Stéphanie Cottel
Frauen, Einzel: 24. Platz in der Qualifikation

### Ringen
- Franck Abrial
Männer, Leichtgewicht, griechisch-römisch: 3. Runde

- Bruno Beudet
Männer, Weltergewicht, Freistil: 3. Runde

- Thierry Bourdin
Männer, Fliegengewicht, Freistil: 5. Runde

- Jean-François Court
Männer, Leichtgewicht, griechisch-römisch: 3. Runde

- Gilles Jalabert
Männer, Federgewicht, griechisch-römisch: 7. Platz

- Martial Mischler
Männer, Weltergewicht, griechisch-römisch: 5. Platz

- Patrice Mourier
Männer, Bantamgewicht, griechisch-römisch: 2. Runde

- Serge Robert
Männer, Fliegengewicht, griechisch-römisch: 3. Runde

- Gérard Sartoro
Männer, Leichtgewicht, Freistil: 2. Runde

### Rudern
- Lydie Dubedat-Briero
Frauen, Einer: 13. Platz

- Pascal Body
Männer, Einer: Hoffnungslauf

- Laurent Lacasa & Alex Perahia
Männer, Zweier ohne Steuermann: 8. Platz

- Monique Coupat, Christine Dubosquelle-Jullien, Christine Gossé & Chantal Lafon
Frauen, Doppelvierer: 10. Platz

- Pascal Bahuaud, Dominique Lecointe, Jean-Jacques Martigne & Olivier Pons
Männer, Vierer ohne Steuermann: 8. Platz

### Schießen
- Jean-Pierre Amat
Männer, Kleinkaliber, Dreistellungskampf: 13. Platz
Männer, Kleinkaliber, liegend: 32. Platz

- Dominique Auprètre
Frauen, Luftgewehr: 20. Platz

- Franck Badiou
Männer, Luftgewehr: 10. Platz

- Nicolas Berthelot
Männer, Luftgewehr: Silber

- Pascal Bessy
Männer, Kleinkaliber, Dreistellungskampf: 21. Platz
Männer, Kleinkaliber, liegend: 32. Platz

- Pierre Bremond
Männer, Luftpistole: 23. Platz

- Philippe Cola
Männer, Luftpistole: 12. Platz
Männer, Freie Pistole: 19. Platz

- Bruno Déprez
Männer, Freie Pistole: 33. Platz

- Dominique Esnault
Frauen, Kleinkaliber, Dreistellungskampf: 23. Platz

- Christophe Guelpa
Trap: 22. Platz

- Martine Guépin
Frauen, Sportpistole: 18. Platz

- Isabelle Héberlé
Frauen, Kleinkaliber, Dreistellungskampf: 30. Platz

- Christian Kezel
Männer, Schnellfeuerpistole: 26. Platz

- Jacques Lanfranchi
Skeet: 20. Platz

- Valérie Malet
Frauen, Luftgewehr: 20. Platz

- Evelyne Manchon
Frauen, Luftpistole: 12. Platz
Frauen, Sportpistole: 7. Platz

- Rachel Morin
Frauen, Luftpistole: 33. Platz

- Jean-Luc Tricoire
Männer, Laufende Scheibe: 11. Platz

- Stéphane Tyssier
Skeet: 44. Platz

### Schwimmen
- Virginie Bojaryn
Frauen, 100 Meter Brust: 26. Platz
Frauen, 200 Meter Brust: 22. Platz

- Christophe Bordeau
Männer, 200 Meter Schmetterling: 13. Platz
Männer, 200 Meter Lagen: 12. Platz
Männer, 400 Meter Lagen: 10. Platz

- Renaud Boucher
Männer, 100 Meter Rücken: 31. Platz

- Stéphan Caron
Männer, 50 Meter Freistil: 17. Platz
Männer, 100 Meter Freistil: Bronze 
Männer, 200 Meter Freistil: 17. Platz
Männer, 4 × 100 Meter Freistil: 4. Platz

- Jacqueline Delord
Frauen, 100 Meter Freistil: 29. Platz
Frauen, 100 Meter Schmetterling: 11. Platz
Frauen, 4 × 100 Meter Lagen: 10. Platz

- Ludovic Dépickère
Männer, 200 Meter Freistil: 35. Platz
Männer, 4 × 200 Meter Freistil: 7. Platz
Männer, 100 Meter Schmetterling: 27. Platz
Männer, 4 × 100 Meter Lagen: 10. Platz

- Karyn Faure
Frauen, 800 Meter Freistil: 13. Platz

- Olivier Fougeroud
Männer, 4 × 200 Meter Freistil: 7. Platz

- Laurence Guillou
Frauen, 100 Meter Rücken: 20. Platz
Frauen, 4 × 100 Meter Lagen: 10. Platz

- Bruno Gutzeit
Männer, 4 × 100 Meter Freistil: 4. Platz
Männer, 4 × 100 Meter Lagen: 10. Platz

- David Holderbach
Männer, 200 Meter Rücken: 21. Platz

- Franck Iacono
Männer, 400 Meter Freistil: 30. Platz
Männer, 1500 Meter Freistil: 13. Platz
Männer, 4 × 200 Meter Freistil: 7. Platz

- Laurent Journet
Männer, 400 Meter Lagen: 18. Platz

- Christophe Kalfayan
Männer, 50 Meter Freistil: 13. Platz
Männer, 100 Meter Freistil: 20. Platz
Männer, 4 × 100 Meter Freistil: 4. Platz

- David Leblanc
Männer, 100 Meter Brust: 22. Platz
Männer, 200 Meter Brust: disqualifiziert
Männer, 4 × 100 Meter Lagen: 10. Platz

- Pascaline Louvrier
Frauen, 100 Meter Brust: 24. Platz
Frauen, 200 Meter Brust: 26. Platz
Frauen, 4 × 100 Meter Lagen: 10. Platz

- Christine Magnier
Frauen, 200 Meter Rücken: 25. Platz
Frauen, 400 Meter Lagen: 14. Platz

- Christophe Marchand
Männer, 1500 Meter Freistil: 12. Platz

- Laurent Neuville
Männer, 4 × 100 Meter Freistil: 4. Platz

- Cédric Pénicaud
Männer, 100 Meter Brust: 36. Platz
Männer, 200 Meter Brust: 16. Platz

- Catherine Plewinski
Frauen, 50 Meter Freistil: 7. Platz
Frauen, 100 Meter Freistil: Bronze 
Frauen, 100 Meter Schmetterling: 4. Platz
Frauen, 4 × 100 Meter Lagen: 10. Platz

- Michel Pou
Männer, 4 × 200 Meter Freistil: 7. Platz

- Cécile Prunier
Frauen, 200 Meter Freistil: 8. Platz
Frauen, 400 Meter Freistil: 16. Platz
Frauen, 800 Meter Freistil: 24. Platz

- Franck Schott
Männer, 100 Meter Rücken: 10. Platz
Männer, 4 × 100 Meter Lagen: 10. Platz

- Claire Supiot
Frauen, 200 Meter Schmetterling: 25. Platz

### Segeln
- Luc Choley
Männer, Finn-Dinghy: 23. Platz

- Robert Nagy
Männer, Windsurfen: 5. Platz

- Thierry Peponnet & Luc Pillot
Männer, 470er: Gold

- Sophie Berge & Florence Lebrun
Frauen, 470er: 8. Platz

- Jean-Yves Le Déroff & Nicolas Hénard
Tornado: Gold

- Laurent Couraire-Delage & Daniel Ferre
Flying Dutchman: 12. Platz

- Stanislas Dripaux, Michel Kermarec & Xavier Phelippon
Soling: 6. Platz

### Synchronschwimmen
- Anne Capron
Frauen, Einzel: Vorrunde
Frauen, Duett: 4. Platz

- Muriel Hermine
Frauen, Einzel: 4. Platz

- Karine Schuler
Frauen, Einzel: Vorrunde
Frauen, Duett: 4. Platz

### Tennis
- Guy Forget
Männer, Einzel: Achtelfinale
Männer, Doppel: Viertelfinale

- Henri Leconte
Männer, Einzel: 2. Runde
Männer, Doppel: Viertelfinale

- Isabelle Demongeot
Frauen, Einzel: 1. Runde
Frauen, Doppel: Viertelfinale

- Catherine Suire
Frauen, Einzel: Achtelfinale

- Nathalie Tauziat
Frauen, Einzel: 2. Runde
Frauen, Doppel: Viertelfinale

### Tischtennis
- Patrick Birocheau
Männer, Einzel: 25. Platz
Männer, Mannschaft: 17. Platz

- Jean-Philippe Gatien
Männer, Einzel: 33. Platz
Männer, Mannschaft: 17. Platz

### Turnen
- Anne-Marie Bauduin
Frauen, Einzelmehrkampf: 80. Platz in der Qualifikation
Frauen, Boden: 82. Platz in der Qualifikation
Frauen, Pferd: 81. Platz in der Qualifikation
Frauen, Stufenbarren: 81. Platz in der Qualifikation
Frauen, Schwebebalken: 48. Platz in der Qualifikation

- Karine Boucher
Frauen, Einzelmehrkampf: 25. Platz
Frauen, Boden: 36. Platz in der Qualifikation
Frauen, Pferd: 55. Platz in der Qualifikation
Frauen, Stufenbarren: 49. Platz in der Qualifikation
Frauen, Schwebebalken: 64. Platz in der Qualifikation

- Claude Carmona
Männer, Einzelmehrkampf: 36, Platz
Männer, Mannschaftsmehrkampf: 10. Platz
Männer, Boden: 51. Platz in der Qualifikation
Männer, Pferd: 60. Platz in der Qualifikation
Männer, Barren: 18. Platz in der Qualifikation
Männer, Reck: 75. Platz in der Qualifikation
Männer, Ringe: 46. Platz in der Qualifikation
Männer, Seitpferd: 36. Platz in der Qualifikation

- Stéphane Cauterman
Männer, Einzelmehrkampf: 70. Platz in der Qualifikation
Männer, Mannschaftsmehrkampf: 10. Platz
Männer, Boden: 48. Platz in der Qualifikation
Männer, Pferd: 73. Platz in der Qualifikation
Männer, Barren: 69. Platz in der Qualifikation
Männer, Reck: 81. Platz in der Qualifikation
Männer, Ringe: 76. Platz in der Qualifikation
Männer, Seitpferd: 30. Platz in der Qualifikation

- Christian Chevalier
Männer, Einzelmehrkampf: 29. Platz
Männer, Mannschaftsmehrkampf: 10. Platz
Männer, Boden: 30. Platz in der Qualifikation
Männer, Pferd: 60. Platz in der Qualifikation
Männer, Barren: 18. Platz in der Qualifikation
Männer, Reck: 24. Platz in der Qualifikation
Männer, Ringe: 48. Platz in der Qualifikation
Männer, Seitpferd: 30. Platz in der Qualifikation

- Frédéric Longuepée
Männer, Einzelmehrkampf: 76. Platz in der Qualifikation
Männer, Mannschaftsmehrkampf: 10. Platz
Männer, Boden: 72. Platz in der Qualifikation
Männer, Pferd: 67. Platz in der Qualifikation
Männer, Barren: 69. Platz in der Qualifikation
Männer, Reck: 70. Platz in der Qualifikation
Männer, Ringe: 75. Platz in der Qualifikation
Männer, Seitpferd: 78. Platz in der Qualifikation

- Patrick Mattioni
Männer, Einzelmehrkampf: 31. Platz
Männer, Mannschaftsmehrkampf: 10. Platz
Männer, Boden: 39. Platz in der Qualifikation
Männer, Pferd: 22. Platz in der Qualifikation
Männer, Barren: 44. Platz in der Qualifikation
Männer, Reck: 15. Platz in der Qualifikation
Männer, Ringe: 52. Platz in der Qualifikation
Männer, Seitpferd: 46. Platz in der Qualifikation

- Thierry Pecqueux
Männer, Einzelmehrkampf: 51. Platz in der Qualifikation
Männer, Mannschaftsmehrkampf: 10. Platz
Männer, Boden: 30. Platz in der Qualifikation
Männer, Pferd: 60. Platz in der Qualifikation
Männer, Barren: 80. Platz in der Qualifikation
Männer, Reck: 30. Platz in der Qualifikation
Männer, Ringe: 56. Platz in der Qualifikation
Männer, Seitpferd: 46. Platz in der Qualifikation

- Catherine Romano
Frauen, Einzelmehrkampf: 73. Platz in der Qualifikation
Frauen, Boden: 70. Platz in der Qualifikation
Frauen, Pferd: 79. Platz in der Qualifikation
Frauen, Stufenbarren: 63. Platz in der Qualifikation
Frauen, Schwebebalken: 60. Platz in der Qualifikation

### Volleyball
- Männerturnier
8. Platz

- Kader
Philippe Blain
Éric Bouvier
Patrick Duflos
Alain Fabiani
Jean-Marc Jurkovitz
Jean-Baptiste Martzluff
Hervé Mazzon
Christophe Meneau
Éric N’Gapeth
Olivier Rossard
Philippe-Marie Salvan
Laurent Tillie

### Wasserball
- Männerturnier
10. Platz

- Kader
Thierry Alimondo
Arnaud Bouet
Bruno Boyadjian
Marc Brisfer
Marc Crousillat
Michel Crousillat
Pierre Garsau
Philippe Hervé
Michel Idoux
Nicolas Jeleff
Nicolas Marischael
Pascal Perot
Christian Volpi

### Wasserspringen
- Jérôme Nalliod
Männer, Kunstspringen: 24. Platz in der Qualifikation

- Frédéric Pierre
Männer, Turmspringen: 23. Platz in der Qualifikation